# Гильбертская национальная партия
Гильбертская национальная партия (англ. Gilbertese National Party, GNP) — ранее существовавшая первая политическая партия на Островах Гилберта и Эллис, основанная в 1965 году.

## История
Расовая напряжённость между жителями островов стала более заметной в конце 1964 года. Небольшая группа гильбертцев, большинство из которых были высокопоставленными государственными служащими, начала встречаться наедине с целью создания политической партии, приверженной защите интересов гильбертцев. 16 октября 1965 года в Байрики, Южная Тарава, была проведена публичная встреча с более чем 200 участниками фонда. Гилбертская национальная партия призвала к более быстрым переменам, и два года спустя её лидер Рувим Уатиа был первым среди 18 избранных гильбертцев и 5 эллисийцев, членов новой Палаты представителей, в том числе Бабера Кирата, президент Гильбертской национальной партии.